# EA-3443
EA-3443是一种含氮有机化合物，化学式C
19H
27NO
3，能作为长效抗膽鹼劑和致谵妄剂，属于化学武器二苯乙醇酸-3-喹咛环酯（QNB）的结构类似物，属于1960年代由美国研发的化学武器之一。